# 莫里茨·盖格
莫里茨·盖格（Moritz Geiger）（1880年－1937年）。从他的学术生活来看，他上大学时最初学习心理学，但是，随着学习的深入，他逐渐对心理学的基本原理产生了兴趣，因此而转向研究哲学。在此期间，他认识了著名心理学美学家特奥多尔·利普斯（Theodor Lipps），成为后者的学生和密友，在学术思想上深受后者影响，他在《艺术的意味》（die Bedeutung der Kunst）这部著作中屡屡提及利普斯及其理论可以充分证明这一点。盖格于一九零八年开始在慕尼黑大学任教；在认识了埃德蒙的·胡塞尔以后，他开始研究现象学，后来又专门研究现象学美学。一九一三年，他开始和胡塞尔一道主持《哲学与现象研究年鉴》的编辑出版工作，同时发表了《审美享受的现象学》一文，奠定了他作为现象学美学创始人的地位；此后，盖格尔便与他的学术上的密友马克斯·舍勒（Max Scheler）、亚历山大·普凡德尔（Alexander Pfander）一起组成了一个新的现象学团体，这就是著名的慕尼黑学派。他们不再只强调方法论方面的那些细枝末节，而把主要精力放到那些实质性的价值及其个人实现上。因此，把严格意义上的现象学方法坚持下来的正是这个慕尼黑学派。
从1909年起，盖格就在大学里开办著名的美学讲座，他的讲座生动形象、坦率质朴，代表了当时审美文化发展的最高水平，以至于把沃尔夫林的追随者和那些研究哲学、艺术史、文学史的大学生都吸引了过来。这里需要突出强调的是，本来现象学方面的学术著作（当然也包括现象学美学的学术著作）大多以深奥艰涩著称，但是，由于盖格既是一个富有独创性的思想家，同时又是一位循循善诱、诲人不倦的出色师长，所以，抽象的理论、枯燥的概念在他这里获得了勃勃生机，变得生动活泼、富有诗意了，这也是《艺术的意味》最突出的特色。1923年，他作为哲学教授来到哥廷根，开始了他的学术生涯的黄金时代；他也曾在里加大学、斯坦福大学发表过美学演讲，在哈佛举行的国际哲学代表大会上作报告；在此期间，他还把他在《审美享受的现象学》中开始酝酿的《艺术的意味》一书的大纲公诸于众，使之成为其毕生为之奋斗的目标。1933年，盖格移居美国，出任瓦萨尔大学哲学系主任；尽管他这时已是重病在身，但他仍然热切地献身于《艺术的意味》一书的写作和译成英文的工作，直到1937年为此而奋斗到最后的一息。